# Sindrom
Sindrom (u medicini) je naziv za skupinu simptoma (i/ili medicinskih znakova) koji se redovno pojavljuju zajedno. 
Kod sindroma, osnovni uzrok ili uzroci nastanka su djelomično ili potpuno nepoznati.
Razvojem medicine dolazi do otkrića uzroka mnogih sindroma, ali neki, iako je uzrok poznat, zadrže u svome nazivu riječ sindrom. U tim slučajevima, uglavnom se radi o sindromima čiji je naziv dugi niz 
godina prisutan, pa je postao uvriježen među korisnicima ili o sindromima kod kojih postoji više uzroka nastanka bolesti. Mnogi sindromi nose nazive osoba koje su ih prve opisale, te se njihovi 
nazivi zadržavaju njima u čast.

## Primjeri nazivanja sindroma
Sindromi mogu dobiti naziv:
- prema prezimenu autora: Hutchinsonov sindrom, Zolinger-Ellisonov sindrom
- prema uzroku: crush sindrom, sindrom apstinencije
- prema patogenetskom faktoru: kompresijski sindrom, dumping sindrom
- prema dominatnom simptomu: sindrom straha, hemolitičko-uremički sindrom
- prema tipičnoj anatomskoj lokalizaciji: cervikalni sindrom,
- prema patoanatomskom nalazu: sindrom skleroze mozga